# NHL Winter Classic 2010
L'NHL Winter Classic 2010, conosciuto per motivi di sponsorizzazione come NHL Winter Classic 2010 presented by Bridgestone, è stata la terza edizione dell'NHL Winter Classic, partita a cadenza annuale di hockey su ghiaccio all'aperto organizzata della National Hockey League (NHL). Svoltasi il 1º gennaio 2010, al Fenway Park di Boston, nel Massachusetts, La partita valevole per la regular season vide affrontarsi i Boston Bruins, padroni di casa, ed i Philadelphia Flyers, entrambe le formazioni alla loro prima partecipazione all'evento. I Boston ebbero la meglio nella sfida per 2-1 ai tempi supplementari. Al termine dell'incontro fu diramato il roster della nazionale statunitense che avrebbe preso parte al torneo di hockey su ghiaccio in occasione dei XXI Giochi olimpici invernali di Vancouver, incluso il portiere dei Boston Bruins Tim Thomas.
In mancanza dell'NHL All-Star Game nella stagione 2009–10, proprio a causa della concomitanza con i Giochi olimpici nel mese di febbraio, il Winter Classic fu il principale evento mediatico e televisivo della stagione. La NHL fu in trattative con i Calgary Flames per ospitare un'altra gara all'aperto nel giorno di capodanno presso il McMahon Stadium, possibilmente contro un'altra franchigia canadese. Tuttavia tale appuntamento non rientrò nella programmazione del calendario della NHL, annunciato il 15 luglio 2009, lo stesso giorno dell'annuncio delle squadre selezionate per prendere parte al Winter Classic.

## Scelta della sede
I primi rapporti stilati dalla NHL indicarono sei sedi possibili per la partita per il 2010: la Las Vegas Strip, lo Yankee Stadium di New York, il Rose Bowl di Pasadena, il Nationals Park o il Robert F. Kennedy Stadium di Washington, il Comerica Park di Detroit e il Fenway Park di Boston.. Lo stadio Rose Bowl fu eliminato perché avrebbe già ospitato in quel periodo due importanti match di football americano universitario. Il commissario della NHL Gary Bettman inoltre visitò il nuovo Yankee Stadium il 12 febbraio 2009, per effettuare un tour della struttura con il proprietario degli Yankees George Steinbrenner ed sindaco di New York Michael Bloomberg, per discutere la possibilità eventuale di giocare la partita nel Bronx.

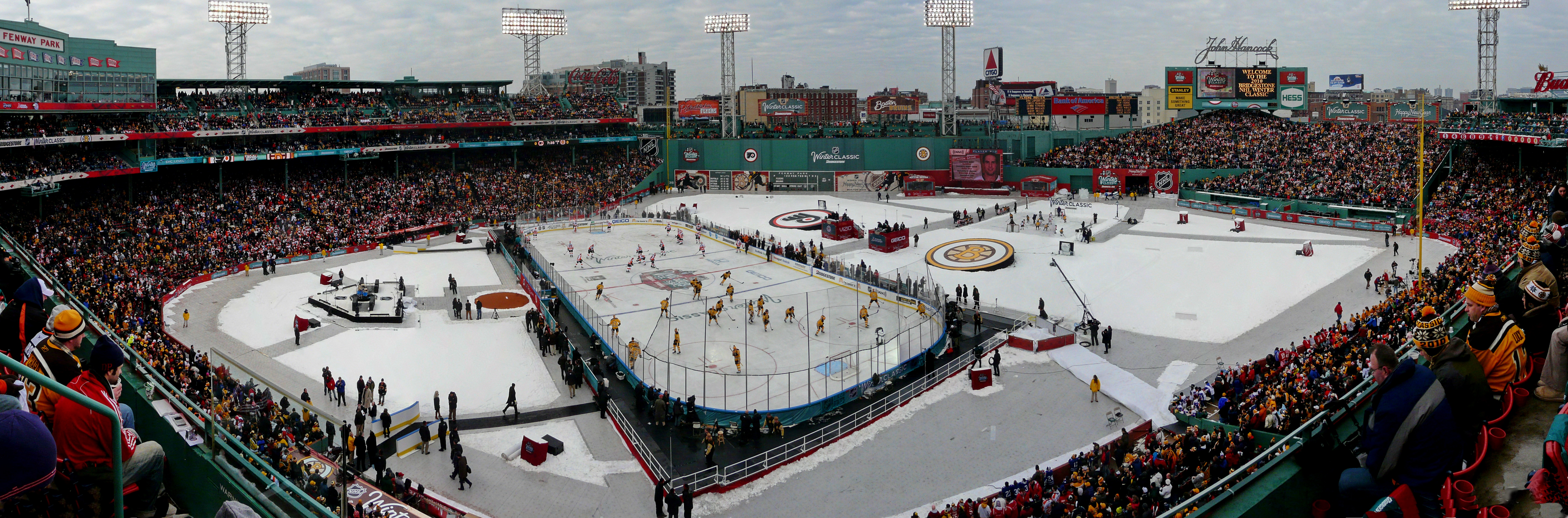
Panorama del terreno di gioco prima della partita.

## Uniformi
In occasione della partita i Flyers indossarono una divisa con i coloro invertiti rispetto alla tenuta da trasferta, una replica della loro uniforme casalinga per la stagione 1973–74, tuttavia con i nomi dei giocatori scritti in bianco su sfondo nero. I Bruins indossarono un'uniforme simile alla divisa 1958-58 disegnata dall'ex giocatore Cam Neely: maglia giallo scura con pantaloni marroni, calze giallo scure a strisce marroni e gialle, oltre ad una diversa "B" del loro logo introdotto nel 1948–49; il marrone e l'oro (colore)oro furono proprio i primi colori dei Bruins al loro esordio in NHL nella stagione 1924–25.

## Pre-partita

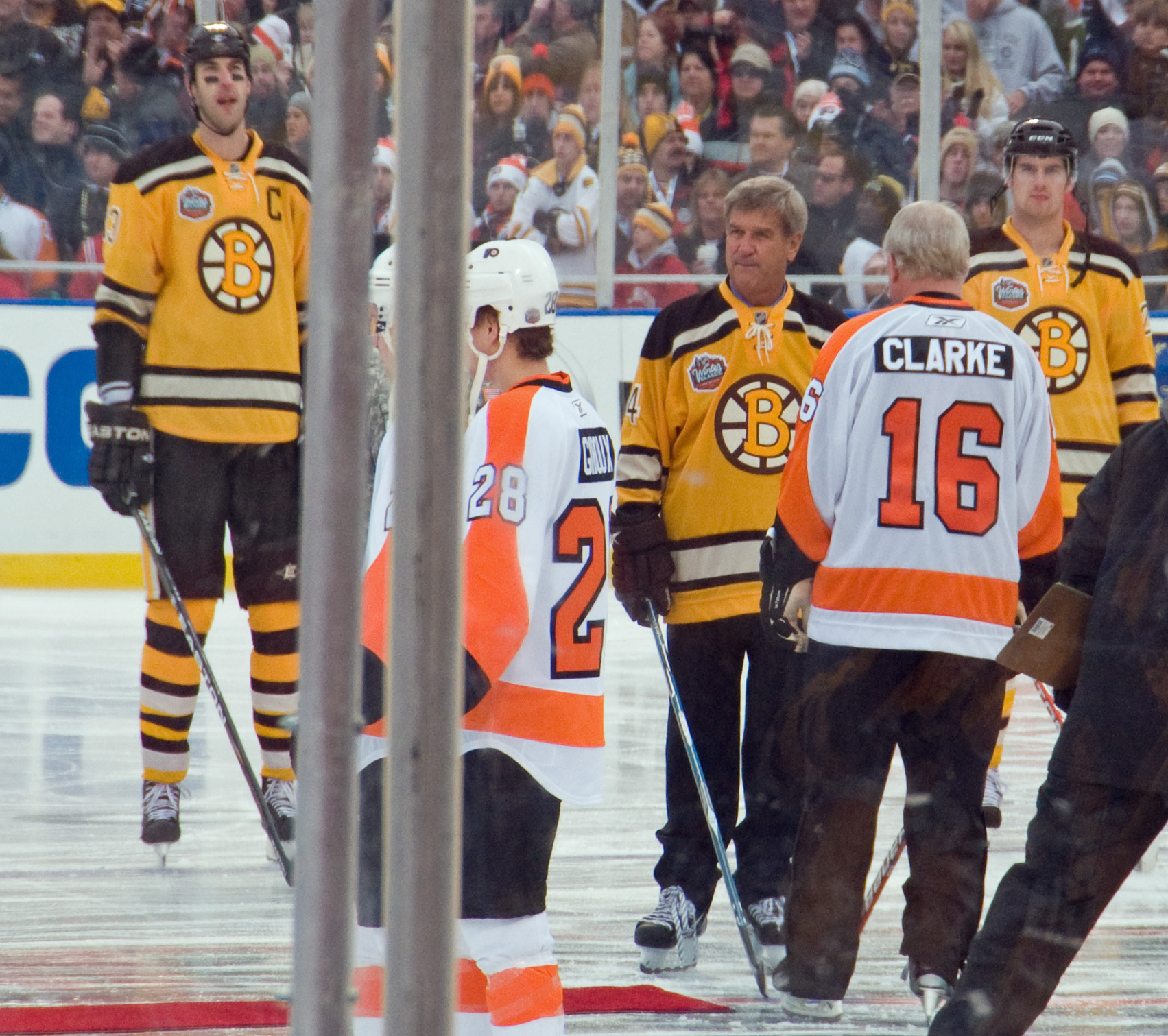
Bobby Orr e Bobby Clarke pronti per l'ingaggio d'inizio.

L'ingaggio cerimoniale fu tenuto da due membri della Hockey Hall of Fame ciascuno rappresentante delle due formazioni: Bobby Orr per Boston e Bobby Clarke per Philadelphia. Gli inni nazionali furono cantati da Daniel Powter (O Canada) e da James Taylor (The Star-Spangled Banner).
Prima dell'ingresso dei giocatori sul terreno di gioco ci fu il concerto della band Celtic punk dei Dropkick Murphys, che si esibirono in I'm Shipping Up to Boston.

## Partita
Durante la prima frazione di gioco, senza segnature, vi fu il primo vero contrasto fisico nel Winter Classic, che vide coinvolti Shawn Thornton e Daniel Carcillo, con quest'ultimo che ebbe la meglio. Al minuto 4:42 del secondo periodo Danny Syvret segnò la sua prima rete in carriera nella NHL con un tiro dalla linea blu che trovò dostratto il portiere dei Bruins Tim Thomas, disturbato dall'attaccante avversario Scott Hartnell. Nel corso della partita, ed in particolare alla fine di ciascun periodo, il ghiaccio risultò spesso increspato, causando problemi al pattinaggio dei giocatori. Dopo una penalità attribuita a Kimmo Timonen per sgambetto su Zdeno Chára, i Bruins pareggiarono la partita in powerplay grazie a Mark Recchi,grazie ad un passaggio decisivo di Derek Morris a soli 2:18 minuti dalla fine della partita. Nei tempi supplementari il portiere dei Bruins Thomas salvò in più occasioni la propria squadra, compresa una situazione di 2-contro-1 contro Daniel Brière e Mike Richards. Sull'immediato ribaltamento di fronte al tedesco Marco Sturm, mise in rete il puck passatogli da Patrice Bergeron, beffando il portiere dei Flyers Michael Leighton.

### Referto della partita
| Arbitri: | Kerry Fraser Chris Rooney |

| |            | |
| (S. Hartnell, J. Carter) Syvret 24:42 | Marcatori  | 57:42 Recchi (D. Morris, D. Krejci, PP) 61:57 Sturm (P. Bergeron, Z. Chara) |
| D. Carcillo - Eccessiva durezza - 12:01 - 5min O. Bartulis - Cross-check - 15:02 - 2min D. Carcillo - Aggancio - 44:45 - 2min K. Timonen - Sgambetto - 56:08 - 2min D. Brière - Sgambetto - 59:14 - 2min | Penalità   | 5min - 12:01 - Eccessiva durezza - S. Thornton 2min - 15:22 - Cross-check - D. Krejci 2min - 30:06 - Sgambetto - Z. Chara 2min - 41:30 - Aggancio - J. Boychuk |
| 49 - P - Michael Leighton 3 - D - Oskars Bārtulis 5 - D - Braydon Coburn 11 - C - Blair Betts 12 - AS - Simon Gagne 13 - AS - Daniel Carcillo 14 - AD - Ian Laperrière 17 - C - Jeff Carter (A) 18 - C - Mike Richards (C) 19 - AS - Scott Hartnell 20 - D - Chris Pronger (A) 21 - AS - James van Riemsdyk 25 - D - Matt Carle 26 - D - Danny Syvret 28 - D - Claude Giroux 36 - C - Darroll Powe 44 - D - Kimmo Timonen 45 - AD - Arron Asham 48 - AD - Daniel Brière 33 - P - Brian Boucher | Formazioni | Tim Thomas - P - 30 Dennis Wideman - D - 6 Marco Sturm - AS - 16 Daniel Paille - AS - 20 Andrew Ference - D - 21 Shawn Thornton - AS - 22 Blake Wheeler - AD - 26 Steve Begin - AS - 27 Mark Recchi - AD - 28 Zdeno Chára (C) - D - 33 Patrice Bergeron (A) - C - 37 David Krejčí - C - 46 Matt Hunwick - D - 48 Derek Morris - D - 53 Johnny Boychuk - D - 55 Vladimir Sobotka - C - 60 Byron Bitz - AD - 61 Michael Ryder - AD - 73 Marc Savard (A) - C - 91 Tuukka Rask - P - 40 |
| Peter Laviolette | Allenatori | Claude Julien |

### Migliori giocatori della partita
- 1º: Marco Sturm - Gol vittoria -  Boston Bruins
- 2º: Michael Leighton - 24 parate (.923) -  Philadelphia Flyers
- 3º: Tim Thomas - 24 parte (.960) -  Boston Bruins